# 아시아나 (밴드)
아시아나는 대한민국의 헤비메탈 밴드이다.
1990년 영국에서 사랑(Sarang)이라는 밴드로 활동하던 기타리스트 김도균과 보컬리스트 임재범이 한국으로 돌아와 베이스 김영진, 드러머 유상원과 함께 결성, 슈퍼 밴드로 불렸다. 해외를 겨냥하여 거의 전곡을 영어로 만들고 영국에서 녹음을 하는 등 상당히 공을 들였지만 국내의 반응과 여건이 좋지 못했다. 일본의 록 밴드 라우드니스의 콘서트 오프닝에 선 이후 제대로 된 활동을 하지 못하고 해체된다.

## 음반 목록
- 《Out On The Street》

## 같이 보기
- 임재범
- 김도균